# Pitouí crestat
El pitouí crestat (Ornorectes cristatus) és una espècie d'ocell de família dels oreoícids (Oreoicidae). Durant molt de temps va ser de controvertida classificació (Incertae sedis). És l'única espècie del gènere Ornorectes, si bé ha estat inclòs a Pitohui. Habita localment boscos de les muntanyes de Nova Guinea.